# Szigeti András (színművész)
Szigeti András, sz. Schwetz (Liège, 1940. augusztus 31. – Nyíregyháza, 1998. március 28.) magyar színész, a nyíregyházi Móricz Zsigmond Színház Örökös Tagja.

## Életútja
1940. augusztus 31-én született Liège-ben Schwetz András és Kovács Ilona fiaként. Nővére Schwetz Éva volt.
1964-ben végzett a főiskolán. Az első szerződése Kecskemétre szólította. Három év után Békéscsaba következett. 1968-ban a Nemzeti Színház társulatához tartozott, egy-egy évig vendégként fellépett a Thália Színházban és Kaposváron is. Egy évtizedig fővárosi színész volt a Mikroszkóp Színpad majd a Radnóti Miklós Színház tagjaként. 1981-ben – Bozóky István invitálására – a nyíregyházi Móricz Zsigmond Színház alapító tagja lesz. A nyíregyháziak először 1981. december 5-én láthatták a névadó Úri muri című darabjában. Partnerei voltak többek között: Bárány Frigyes, Gerbár Tibor, Holl István és Barbinek Péter. A színházat, vezető színészként közel két évtizedig szolgálta.
Köves József így vallott róla: „És játszott benne Schwetz (később Szigeti) András – névváltozását én jelentettem be a Magyar Ifjúságban. Ő gyerekkori haver volt, a Rottenbiller utca 5.-ben lakott, pár ház meg egy úttest választott el bennünket. Akkor még nagyon raccsolt, talán jobban, mint Farkasházy. De már ott is karizmatikus tehetségnek éreztük, közben halk szavú, csendes fiú volt. Szegénynek tragikus sors adatott, Nyíregyházán játszott (állítólag az ivásba menekült, magányos volt), és öngyilkos lett ’98-ban. Egyesek szerint reménykedett abban, hogy Léner Péter magával hozza Pestre a József Attilába – de nyilván nem emiatt vetett véget az életének.”
Léner Péter pedig így jellemezte: „Nyíregyházi éveim alatt nagyon kedveltem Szigeti (Schwetz) Andrást, a különös embert és vallomásos színészt. Ő mindig egyes szám első személyben volt jelen a színpadon. A szerep, a játék volt az ő analízise. A titkait fedte fel nyilvánosan. Lehet ezt még színjátszásnak tekinteni? Vagy épp ez a színjátszás? Amikor Nyíregyházáról a József Attila Színházba kerültem, nem szerződtettem le. Attól kezdve nem köszönt nekem. Pár év múlva öngyilkos lett, nyilván nem énmiattam. Azért mégis szégyellem magam, és fáj a mai napig.”
Földi maradványait 1998. április 22-én Nyíregyházán helyezték örök nyugalomra. „A Móricz Zsigmond Színház örökös tagjának – Szigeti Andrásnak –, Nyíregyháza „színészkirályának” ím, bekövetkezett az „utolsó fellépése”. Az Északi temető új ravatalozójánál százak és százak vettek utolsó búcsút tőle, az embertől, aki soha senkinek sem tudott és nem is akart hazudni! A művésztől, aki nem ismerte a megalkuvást, és csak a tökéletességre törekvést fogadta el, mint egyetlen alternatívát. Kemény volt, mint a vídia – így védte mindenkor sebezhető és a szeretettől olyannyira nyitott szívét, lelkét. Kevesen tudták megközelíteni, mégis szerették. Deklarált különállása jelzés volt a világ felé: baj van a mai értékrenddel... Szigeti András temetése (lám-lám, az igazi művész még halálában is mire képes) még utoljára megteremtette a csodát! A megye, a város „régi” és „új” vezetői egymás mellett állva hajtottak fejet...”

## Szerepek

### Színház
- Ajtmatov: Fehér hajó (Kulubek)
- Marcinkevièius: A székesegyház (Motiejus)
- Voltaire–Sege ganzi: Candide
- Gorin: A gyújtogató (Krisszipposz)
- Sütő András: Egy lócsiszár virágvasárnapja (Kolhaas Mihály)
- Dürrenmatt: A fizikusok (Ernst Heinrich Ernesti)
- Saenz: Ez aztán szerelem (Apa)
- Molière:
  - Amphitryon (Címszerep)
  - A fösvény (Anzelm)
- Hernádi Gyula: Szép magyar tragédia (Tábornok, Őrnagy, Porosz kapitány)
- Dumas: Három testőr (Aramis)
- Katajev: Bolond vasárnap (Oszkár Zürcsev)
- Németh László: A két Bolyai (Bolyai Antal)
- Shakespeare:
  - Sok hűhó semmiért (Leonato)
  - Vízkereszt, vagy amit akartok (Nemes Böffen Tóbiás)
  - A windsori víg nők (Sir Hugó Evans, walesi pap)
  - Ahogy tetszik (Frigyes)
  - Rómeó és Júlia (Montague)
  - Hamlet (Polónius)
- Balázs József:
  - A bátori advent (Liszkay)
  - A homok vándorai (Férfi)
- Sylvaine: Madame Louise szalonja (Sunyi)
- Gádor Béla: Lyuk az életrajzon (Vanek Ernő)
- Robert Bolt: Kinek se nap, se szél (Wolsey bíboros)
- Kolozsvári Papp László: Édes otthon (Antal)
- Ratkó József: Segítsd a királyt! (Vászoly)
- Gogol: Kártyások (Utyesityelnij)
- Nyerges András: Az ördög győz mindent szégyenleni... (Kis Albert)
- Németh László: Galilei (Galileo Galilei)
- Gáll István: Nő a körúton (Maczerák bácsi)
- Gyurkovics Tibor: A bombatölcsér (Ferenczi)
- Edward Bond: A bolond (Tiszteletes; Napóleon)
- Remenyik Zsigmond:
  - Az atyai ház (Korkay)
  - Sirály (Dorn)
- Eisemann Mihály–Zágon István: Fekete Péter (Chineau)
- Páskándi Géza:
  - Lélekharang (Mayer Samuel)
  - Éljen a színház! (Harmath Győző Iván)
- Sardou: Szókimondó asszonyság (Napóleon)
- Szigligeti Ede: II. Rákóczi Ferenc fogsága (Gróf Bercsényi Miklós)
- Krleža: Galicia (Lengyel zsidó)
- Molnár Ferenc: Józsi (Koller)
- Henderson: Diákszerelem (Kearney, tréner)
- Ionesco: Rinocéroszok (Botard)
- Csehov:
  - Ivanov (Lebegyev, Pavel Kirillics)
  - Három nővér (Csebutikin)
  - Sirály (Dorn)
  - Ványa bácsi (Oszip)[Mj. 1]
- Gozzi: A Szarvaskirály (Dadri)
- Robert Thomas: Gyilkostársak (César)
- Bock–Aléchem–Stein: Hegedűs a háztetőn (Mordcha)
- Goldoni: Terecske (Fabrizio)
- Móricz Zsigmond: Rokonok (Martiny)
- Georges Feydeau: Bolha a fülbe ˙(Augustin Ferraillon)
- Mrożek: Tangó (Stomil, az apa)
- Nóti Károly: Nyitott ablak (Polgármester)
- Gray: Kicsengetés (Eddie Loomis)
- Hauptmann: A bunda (Wulkow)
- Szerb Antal–Galambos Péter: Utas és holdvilág (Apa)
- Ibsen: Nóra (Rank)
- Shaw: Szent Johanna (Stugomber)
- Hellman: A kis rókák (Charles Hubbard)
- Hašek–Verebes István: Svejk (Kraus)
- Szirmai Albert–Bakonyi Károly: Mágnás Miska (Leopold)

### Film
- Asszony a telepen (1962)
- Az utolsó előtti ember (1963)
- Déltől hajnalig (1964)
- A kőszívű ember fiai (1965)
- Alfa Rómeó és Júlia (1968)
- Fényes szelek (1968)
- Égi bárány (1970)
- Szabad a pálya! (1971)
- Még kér a nép (1971)
- A magyar ugaron (1972)
- A szerelem határai (1973)
- Örökbefogadás (1975)
- Ők ketten (1977)
- Fogjuk meg és vigyétek (1978)
- Az erőd (1978)
- Olyan, mint otthon (1976)
- Anna (1981)

### Televízió
- A nagy fény (1964)
- Othello Gyulaházán (1966)
- Princ, a katona 1-13. (1966)
- A koppányi aga testamentuma (1967)
- Irány Mexikó! (1968)
- Mi újság Pesten? (1969)
- Egy óra múlva itt vagyok… 1-14. (1971)
- Az utolsó tánctanár (1975)
- A feladat (1975)
- Székács a köbön (1978)
- Vereség (1984)
- A varázsló álma (1984)
- Temetés (1998)

## Elismerései
- Jászai Mari-díj (1985)
- Móricz-gyűrű (1987)
- POSZT a legjobb epizódalakítása (1990)
- Ostar-életműdíj (1997)[6]